# 包兰铁路
包兰铁路自包头至兰州，全长990公里。1954年10月开工，1958年7月通车，1958年10月交付运营。在中卫和干塘之间经过腾格里沙漠边缘，其采取的防沙、治沙措施曾获1987年中国国家科学技术进步特等奖。由于铁路干线横穿沙漠，它也被誉为“中国首条沙漠铁路”。
其中，包头至惠农段归呼和浩特铁路局管辖，惠农至兰州段由兰州铁路局管辖。1997年12月，干塘至兰州东段电气化工程投入使用，石嘴山至中卫段则于1998年11月实现电化，2009年包头至惠农段完成了电气化改造，至此全线实现了电气化。

## 扩能改造
包兰铁路银川至中卫段扩能改造工程线路自银川南站兰州端咽喉引出，向西先后经西夏区、永宁县、青铜峡市、中宁县、沙坡头区至本线工程终点黄羊湾站。包兰铁路银川南至黄羊湾段增建二线线路长度为122.96km，并行段落长度85.825km，单线绕行段落长度 19.794km，双线绕行段落长度17.341km，新建太中银疏解线5.372km。本项目为国铁Ⅰ级电气化铁路；研究范围内正线工程涉及既有车站18座，其中关闭车站11座，开放车站7座；银川铁路枢纽及配套工程改扩建既有车站1座，新建线路所1座；中卫铁路枢纽及配套工程改扩建既有车站2座。工程总投资636287.1万元。
2023年10月26日，包兰铁路银川至中卫段扩能改造工程首次环境影响评价信息公开。

## 路線資料
- 經營管轄：中国国家铁路集团（原中华人民共和国铁道部），分属呼和浩特局集团和兰州局集团。
- 路線距離：990 km
- 軌距：1435 mm
- 車站數：87（含端點站）
- 開業時間：1958年10月
- 複線區間：包头至银川南段、黄羊湾至干塘段
- 電化區間：全线

## 与其它铁路线的连接
- 包头站：京包铁路、包神铁路、包西铁路、京包客运专线。
- 包头西站：包白铁路
- 西小召站：西甘铁路
- 临河站：临哈铁路
- 乌海东站：海拉铁路
- 黄白茨站：东乌铁路
- 乌海西站：吉兰泰铁路
- 平罗站：平汝线
- 银川站：银兰高速铁路
- 银川南站：定银铁路
- 大坝站：宁东铁路（地方铁路，前称大古铁路[5]）
- 黄羊湾站：太中铁路
- 柳家庄站：宝中铁路
- 干塘站：干武铁路
- 白银西站：红会铁路
- 兰州站：陇海铁路、兰新铁路、兰青铁路、兰渝铁路。